# Zmarzła Kopa
Zmarzła Kopa (słow. Zamrznutá kopa, węg. Fagyott-púp, niem. Gefrorene Koppe) – wzniesienie o wysokości 2255 m n.p.m. w masywie Wielickiego Szczytu w słowackich Tatrach Wysokich. Znajduje się w grani głównej Tatr Wysokich pomiędzy Małym Wielickim Szczytem, od którego oddzielona jest Niżnią Wielicką Ławką, a Małą Wysoką, oddzieloną Polskim Grzebieniem.
Zmarzła Kopa nie jest udostępniona znakowanymi szlakami turystycznymi. Taternicy przechodzą przez jej wierzchołek na ogół przy pokonywaniu tzw. drogi Martina na Gerlach.

## Historia
Pierwsze znane wejścia:
- August Otto i Pavel Čižák, 12 sierpnia 1897 – letnie,
- Walter Delmár i László Teschler, 1 lutego 1916 – zimowe[3].